# 大分県の市町村旗一覧
大分県の市町村旗一覧（おおいたけんのしちょうそんきいちらん）は、大分県内の市町村に制定されている、あるいは制定されていた市町村旗の一覧である。なお、一覧の順序は全国地方公共団体コード順による。廃止された市町村旗は廃止日から順に掲載している。

## 市部
| 市         | 市旗                              | 制定有無 | 制定日         | 旗の色 | 備考              |
| ---------- | --------------------------------- | -------- | -------------- | --- | ----------------- |
| 大分市     |                                   | あり     | 1966年2月1日   | 地色は青色であり、紋章は白色が指定されている                                                                                            |                   |
| 別府市     |                                   | あり     | 1990年10月1日  | 地色は青色であり、紋章は白色が指定されている                                                                                            |                   |
| 中津市     | （主バージョン） （別バージョン） | なし     | なし           | 地色は青紫色であり、紋章は白色が指定されている                                                                                          |                   |
| 日田市     |                                   | あり     | 2008年10月14日 | 地色は白色であり、紋章は薄い青色が指定されている                                                                                        |                   |
| 佐伯市     |                                   | なし     | なし           | 地色は白色であり、紋章は指定色が指定されている                                                                                          | 2代目の市旗である |
| 臼杵市     |                                   | なし     | なし           | 地色は白色であり、紋章は指定色が指定されている                                                                                          | 2代目の市旗である |
| 津久見市   |                                   | あり     | 1951年4月1日   | 地色は緑色であり、紋章は白色が指定されている                                                                                            |                   |
| 竹田市     |                                   | あり     | 2005年4月1日   | 地色は緑色であり、紋章は白色が指定されている                                                                                            | 2代目の市旗である |
| 豊後高田市 |                                   | なし     | なし           | 地色は白色であり、紋章は指定色が指定されている                                                                                          | 2代目の市旗である |
| 杵築市     |                                   | あり     | 2005年10月1日  | 文字有:地色は白色であり、紋章は指定色・文字は黒褐色が指定されている 文字無:地色は白色であり、紋章は指定色・文字は黒褐色が指定されている | 2代目の市旗である |
| 宇佐市     |                                   | なし     | なし           | - | 2代目の市旗である |
| 豊後大野市 |                                   | なし     | なし           | - |                   |
| 由布市     |                                   | なし     | なし           | - |                   |
| 国東市     |                                   | なし     | なし           | 地色は白色であり、紋章は指定色が指定されている                                                                                          |                   |

## 町村部
| 郡     | 町村   | 町村旗 | 制定有無 | 制定日 | 旗の色 | 備考 |
| ------ | ------ | ------ | -------- | ------ | ------ | ---- |
| 国東郡 | 姫島村 |        | なし     | なし   | -      |      |
| 速見郡 | 日出町 |        | なし     | なし   | -      |      |
| 玖珠郡 | 九重町 |        | なし     | なし   | -      |      |
| 玖珠郡 | 玖珠町 |        | なし     | なし   | -      |      |

## 廃止された市町村旗
| 市郡       | 町村       | 市町村旗 | 制定有無 | 制定日        | 廃止日        | 旗の色                                                 | 備考             |
| ---------- | ---------- | -------- | -------- | ------------- | ------------- | ------------------------------------------------------ | ---------------- |
| 臼杵市     |            |          | あり     | 1950年4月1日  | 2005年1月1日  | 地色は白色であり、紋章は青色が指定されている           | 初代の市旗である |
| 大野郡     | 野津町     |          | なし     | なし          | 2005年1月1日  | 地色は緑色であり、紋章は白色が指定されている           |                  |
| 大分郡     | 野津原町   |          | なし     | なし          | 2005年1月1日  | -                                                      |                  |
| 北海部郡   | 佐賀関町   |          | なし     | なし          | 2005年1月1日  | -                                                      |                  |
| 下毛郡     | 本耶馬渓町 |          | なし     | なし          | 2005年3月1日  | 地色は緑色であり、紋章は白色が指定されている           |                  |
| 下毛郡     | 耶馬溪町   |          | なし     | なし          | 2005年3月1日  | 地色は白色であり、紋章は緑色が指定されている           |                  |
| 下毛郡     | 山国町     |          | なし     | なし          | 2005年3月1日  | 地色は白色であり、紋章は緑色が指定されている           |                  |
| 下毛郡     | 三光村     |          | なし     | なし          | 2005年3月1日  | 地色は臙脂色であり、紋章は緑色が指定されている         |                  |
| 佐伯市     |            |          | あり     | 1941年4月29日 | 2005年3月3日  | 地色は濃紺色であり、紋章は白色が指定されている         | 初代の市旗である |
| 南海部郡   | 上浦町     |          | なし     | なし          | 2005年3月3日  | -                                                      |                  |
| 南海部郡   | 弥生町     |          | なし     | なし          | 2005年3月3日  | 地色は臙脂色であり、紋章は緑色が指定されている         |                  |
| 南海部郡   | 本匠村     |          | なし     | なし          | 2005年3月3日  | -                                                      |                  |
| 南海部郡   | 直川村     |          | なし     | なし          | 2005年3月3日  | -                                                      |                  |
| 南海部郡   | 鶴見町     |          | なし     | なし          | 2005年3月3日  | -                                                      |                  |
| 南海部郡   | 米水津村   |          | なし     | なし          | 2005年3月3日  | -                                                      |                  |
| 南海部郡   | 蒲江町     |          | なし     | なし          | 2005年3月3日  | -                                                      |                  |
| 南海部郡   | 宇目町     |          | なし     | なし          | 2005年3月3日  | -                                                      |                  |
| 日田郡     | 天瀬町     |          | なし     | なし          | 2005年3月22日 | -                                                      |                  |
| 日田郡     | 大山町     |          | あり     | 1969年2月1日  | 2005年3月22日 | 地色は緑色であり、紋章は白色が指定されている           |                  |
| 日田郡     | 前津江村   |          | なし     | なし          | 2005年3月22日 | -                                                      |                  |
| 日田郡     | 中津江村   |          | あり     | 1985年11月1日 | 2005年3月22日 | 地色は白色であり、紋章は緑色が指定されている           |                  |
| 日田郡     | 上津江村   |          | なし     | なし          | 2005年3月22日 | -                                                      |                  |
| 宇佐市     |            |          | なし     | なし          | 2005年3月31日 | 地色は黄色であり、紋章は茶色が指定されている           | 初代の市旗である |
| 宇佐郡     | 安心院町   |          | なし     | なし          | 2005年3月31日 | -                                                      |                  |
| 宇佐郡     | 院内町     |          | なし     | なし          | 2005年3月31日 | -                                                      |                  |
| 大野郡     | 朝地町     |          | あり     | 1960年3月23日 | 2005年3月31日 | 地色は緑色であり、紋章は黄色が指定されている           |                  |
| 大野郡     | 犬飼町     |          | あり     | 1955年3月28日 | 2005年3月31日 | 地色は小豆色であり、紋章は黄色が指定されている         |                  |
| 大野郡     | 大野町     |          | あり     | 1968年8月1日  | 2005年3月31日 | 地色は小豆色であり、紋章は白色が指定されている         |                  |
| 大野郡     | 緒方町     |          | あり     | 1968年8月1日  | 2005年3月31日 | 地色は深緑色であり、紋章は白色が指定されている         |                  |
| 大野郡     | 三重町     |          | あり     | 1968年8月1日  | 2005年3月31日 | 地色は小豆色であり、紋章は白色が指定されている         |                  |
| 大野郡     | 清川村     |          | あり     | 1982年1月1日  | 2005年3月31日 | 地色は青色であり、紋章は白色が指定されている           |                  |
| 大野郡     | 千歳村     |          | あり     | 1968年8月1日  | 2005年3月31日 | 地色は白色であり、紋章は緑色と黄色が指定されている     |                  |
| 豊後高田市 |            |          | なし     | なし          | 2005年3月31日 | 地色はワインレッド色であり、紋章は白色が指定されている | 初代の市旗である |
| 西国東郡   | 真玉町     |          | なし     | なし          | 2005年3月31日 | -                                                      |                  |
| 西国東郡   | 香々地町   |          | なし     | なし          | 2005年3月31日 | -                                                      |                  |
| 竹田市     |            |          | なし     | なし          | 2005年4月1日  | 地色は白色であり、紋章は赤色が指定されている           | 初代の市旗である |
| 直入郡     | 荻町       |          | なし     | なし          | 2005年4月1日  | -                                                      |                  |
| 直入郡     | 久住町     |          | なし     | なし          | 2005年4月1日  | -                                                      |                  |
| 直入郡     | 直入町     |          | なし     | なし          | 2005年4月1日  | -                                                      |                  |
| 杵築市     |            |          | あり     | 1955年8月1日  | 2005年10月1日 | 地色は白色であり、紋章は赤色が指定されている           | 初代の市旗である |
| 西国東郡   | 大田村     |          | なし     | なし          | 2005年10月1日 | -                                                      |                  |
| 速見郡     | 山香町     |          | なし     | なし          | 2005年10月1日 | -                                                      |                  |
| 大分郡     | 挾間町     |          | なし     | なし          | 2005年10月1日 | -                                                      |                  |
| 大分郡     | 庄内町     |          | なし     | なし          | 2005年10月1日 | -                                                      |                  |
| 大分郡     | 湯布院町   |          | なし     | なし          | 2005年10月1日 | -                                                      |                  |
| 東国東郡   | 国見町     |          | なし     | なし          | 2006年3月31日 | -                                                      |                  |
| 東国東郡   | 国東町     |          | なし     | なし          | 2006年3月31日 | -                                                      |                  |
| 東国東郡   | 武蔵町     |          | なし     | なし          | 2006年3月31日 | 地色は白色であり、紋章は臙脂色が指定されている         |                  |
| 東国東郡   | 安岐町     |          | なし     | なし          | 2006年3月31日 | -                                                      |                  |

### 書籍
- 中川幸也『シリーズ人間とシンボル第2号「都市の旗と紋章」』中川ケミカル、1987年10月11日。
- NHK情報ネットワーク『NHKふるさとデータブック9 [九州1]』日本放送協会、1992年5月1日。

### 自治体書籍
- 佐伯市役所『旧・佐伯市例規集』大分県佐伯市。
- 大山町役場『大山町例規集』大分県日田郡大山町。
- 中津江村役場『中津江村例規集』大分県日田郡中津江村。